# ViVi夏
「ViVi夏」（ビビなつ）は、ぱすぽ☆の2ndシングル。CD EXTRA仕様。2011年8月24日にユニバーサルJから発売された。ぱすぽ☆結成時からのメンバーだった佐久間夏帆が参加した最後のシングルでもある。

## 解説
シングルチャート1位を獲得した『少女飛行』から3か月半を経て発表された作品。2011年6月4日にMt.RAINIER HALL SHIBUYA PLEASURE PLEASUREで行われたフライト（ライブ）で初披露された。前作以上のプレッシャーがかかる中で根岸愛は「この曲でパッセンジャー（ファン）のみなさんに思いを伝えたい」と宣言しプロモーションとライブ活動を行ったが、本作と同日に発売されたAKB48のシングル「フライングゲット」に売上面で大きく水をあけられた（差を付けられた）ことも災いし、チャート最高3位という結果に終わった。後年東京スポーツの取材において当時の状況を“ViVi夏パニック”と称しており、メンバーもパッセンジャー達も燃え尽きてしまったという。玉井杏奈は「ただただパッセンジャーさんに休んでほしかった」と謝罪している。
ミュージックビデオの演出はスミスが担当。撮影は2011年6月25日に行われ、水着姿のシーンも存在する。森詩織は撮影中に増井みおとバナナチップスを全部食べていたことを自身のブログで明かしている。
なお、表題曲及びカップリングの「じゃあね…」の作詞を手掛けた大華奈央香は、実在の女性作家ではなく、音楽プロデューサー・michitomoの変名である。

## 販売形態
初回限定盤A - Kの11種および通常盤の計12種がリリースされる。すべて収録内容は同じであり、ジャケットが異なる。初回限定盤A - Jのジャケットにはメンバー1人ずつの写真が使用されている。また初回限定盤Kと通常盤のジャケットには全員の写真が使用されていて、初回限定盤Kには9月に東京・大阪・名古屋で行われるイベントで使用できる握手券が封入される。
- 初回限定盤A〜K（11種、UPCH-9661〜71）
- 通常盤（UPCH-5712）

## 収録曲
1. ViVi夏 [4:46]
作詞：大華奈央香、作曲：corin.、編曲:corin.、michitomo
2. じゃあね･･･ [4:08]
作詞：大華奈央香、作曲・編曲：板垣祐介
3. ROCK DA WEEK [3:10]
作詞・作曲：ペンネとアラビアータ、編曲：Adoriano Spinesi
4. ViVi夏（Off Vocal ver.）
5. (エンハンスド)ViVi夏 (ミュージックビデオ)